# S.E.R.E.G.
A S.E.R.E.G. 2024-es magyar akciósorozat, amelyet Dombrovszky Linda rendezett. A főbb szerepekben Csórics Balázs, Balla Eszter, Séra Dániel, Kamarás Iván, Györgyi Anna, Gál Réka Ágota és Takátsy Péter látható.
A sorozatot 2024. november 11-én mutatta be a TV2.

## Ismertető
Győrbíró Zsolt alezredes új NATO-küldetésre megy Irakba, mert helyre akarja hozni egy régi baklövését. Azonban az ezredes, Horváth Tibor mindenáron meg akar szabadulni tőle. Eközben Zsolt fia, Marci is csatlakozik a sereghez.

## Szereplők

### Főszereplők
| Karakter        | Színész        | Megjegyzés                                                                              |
| --------------- | -------------- | --------------------------------------------------------------------------------------- |
| Győrbíró Zsolt  | Csórics Balázs | Alezredes. Petra férje, Marci apja. Egy Irakban elkövetett hiba miatt pihenőre küldték. |
| Petra           | Balla Eszter   | Gyermekorvos. Zsolt felesége, Marci anyja.                                              |
| Győrbíró Marci  | Séra Dániel    | Orvostanhallgató, Zsolt és Petra fia. Az apja miatt kénytelen belépni a seregbe.        |
| Horváth Tibor   | Kamarás Iván   | Ezredes. Zsoltot mindenáron ki akarja rúgatni a misszióról.                             |
| Vass Edit       | Györgyi Anna   | Főtörzsőrmester.                                                                        |
| Galambos Csenge | Gál Réka Ágota | Hadnagy.                                                                                |
| Völgyvári Géza  | Takátsy Péter  | Dandártábornok.                                                                         |

### További szereplők
- Almutasem Abufarha – Ahmed
- Bán Bálint – Daróczi Levente
- Bánóczi Zoltán – Rocker Urbán Zalán
- Bánvölgyi Tamás – Krasznai százados
- Béres Márta – Réka
- Cserna Lulu – Döme felesége
- Cservák Zoltán – Zaller Zoltán
- Dankó István – Potyinszky Zsigmond
- Erdős Borcsa – Tamara
- Franyó Viktor – Hermann Sándor
- Hajdu T. Miklós – Székely László
- Hajmási Dávid – Szabó Péter
- Hegedűs Gábor – Artner Bence
- Hussein Selit – Kembas
- Jászberényi Gábor – Kellner Árpád
- Kakasy Dóra - Óvári Johanna
- Katona Péter Dániel – Tücsök
- Kiri Endre – Simon
- Korcsog Laura – Anna
- Kovács Máté – Ellenőr
- Kovács Tamás – Wiedermann
- Kozma Károly – Egressy Iván
- Kövesi Zsombor – Jocó
- Krisztik Csaba – Somodi Márk
- Labán Roland – Bokornak öltözött ember
- László Gáspár – Szabolcs tizedes
- Lukács Ivett Andrea – Eü-s tiszt
- Máhr Ági – Teri néni
- Márfi Márk – Darvas Dezső
- Mertz Tibor – Professzor
- Mészáros Zoltán – Urbán András
- Mikola Gergő – Landor András
- Murányi Zoltán – Mesterlővész
- Németh Rudolf – Fitori Milán
- Omar Elbooz – Hassan
- Orosz Ákos – Lovas Gergő
- Pál András – Döme
- Pálinkás Szilveszter – Hernádi Botond
- Pukner Mátyás – Kórházi beteg
- Raid Ben Salah – Burak
- Reiner Tamás – Altábornagy
- Simon Zoltán – Háber őrmester
- Soliman Ibrahim – Karim
- Szarvas Attila – Missziós tábornok
- Székely Szofi – Döme kislánya
- Szűcs Klaudia – Völgyvári asszisztense
- Takács Zalán – Festő Pisti

## A sorozat készítése
A sorozatot 2023 októberében jelentették be A védett létesítmény munkacímmel. A sorozat teljes költségvetése a Nemzeti Filmiroda nyilvántartása szerint 3,1 milliárd Ft volt. Ebből a produkció a Nemzeti Filmintézettől 956 milliós Ft-os gyártási támogatást kapott. A sorozat további együttműködő partnerei, a Magyar Honvédség és a Honvédelmi Minisztérium. 2024 januárjában kiderült, hogy az új címe S.E.R.E.G. és a TV2 fogja bemutatni.

### Forgatás
A forgatás 2023 novembere és 2024 áprilisa között zajlott. A Magyar Honvédség helyszíneket és haditechnikai eszközöket (harcjárműveket, drónokat és helikoptereket) biztosított a forgatáshoz. A helyszínek között volt a szentendrei MH Altiszti Akadémia, az újdörögdi Kiképző Bázis, az izbégi lő- és gyakorlótér, a Kőbányai Pincerendszer és a Csobánkán található harcászati kiképzőbázis.

### Marketing
A produkció a Nemzeti Filmintézettől 48 millió Ft-os marketing támogatást kapott. Az első előzetest a 2024-es Magyar Mozgókép Fesztivál keretében mutatták be. A sorozat kampányához kapcsolódva számos telefon-előfizető üzenetet kapott a mobiltelefonjára napokkal a premier előtt, amelyben a sorozat nézésére bíztatták az előfizetőket.
A Magyar Honvédség Összhaderőnemi Különleges Műveleti Parancsnokság (MH ÖKMP) megbízott parancsnoka körlevelet küldött szét a sorozat ideje alatt, amelyben " felhívja az Állomány figyelmét, hogy a S.E.R.E.G. című sorozat kapcsán […] a negatív megnyilvánulásoktól és kommentektől tartózkodni szíveskedjenek".

## Epizódok
A produkció egy hatrészes, lezárt történetű minisorozat. Az első részt 2024. november 11-én mutatta be a TV2.
| Sor. | Év. | Cím                                | Premier            | Nézettség |
| ---- | --- | ---------------------------------- | ------------------ | --------- |
| 1.   | 1.  | Apámmal egy seregben               | 2024. november 11. | 332 000   |
| 2.   | 2.  | A lándzsa hegye                    | 2024. november 12. | 262 000   |
| 3.   | 3.  | Fegyvertelen küldetés              | 2024. november 13. | 283 000   |
| 4.   | 4.  | Kísért a múlt                      | 2024. november 14. | 224 000   |
| 5.   | 5.  | A kurdisztáni fogoly               | 2024. november 15. | 265 000   |
| 6.   | 6.  | A fejsze felejt, de a fa emlékezik | 2024. november 15. | 184 000   |

## Nézettség
A sorozatot – némiképp szokatlan módon – a késő esti főműsoridős sávba tették 22:15-ös kezdéssel. A TV2-nek legutóbb az Egy rém rendes család Budapesten saját szkriptelt sorozata volt, amit ilyen késői műsorsávba tettek (bár azt csak a negyedik résztől kezdődően, a gyenge 18–49-es nézettsége miatt). A sorozat a premier számait nem tudta tartani, bár a harmadik és az ötödik részre némileg erősödött a nézettsége.
Ha kizárólag a főműsoridőben vetített első öt rész átlagát nézzük, akkor teljes nézettségben a csatorna heti főműsoridős átlagához (17%) képest elmaradt a sorozat közönségaránya (13,5%), de 18–49-es korosztályt tekintve a sorozat hozta a heti csatornaátlagot (13,2%).
| Célcsoport | Epizódszám | Epizódszám | Epizódszám | Epizódszám | Epizódszám | Epizódszám | Források             |
| Célcsoport | 1. rész    | 2. rész    | 3. rész    | 4. rész    | 5. rész    | 6. rész    | Források             |
| ---------- | ---------- | ---------- | ---------- | ---------- | ---------- | ---------- | -------------------- |
| Teljes     | 16,6%      | 13,4%      | 14,5%      | 10,9%      | 12,5%      | 13,4%      | [ 19 ] [ 21 ] [ 22 ] |
| 18–49      | 15,9%      | 12,6%      | 15,5%      | 10,2%      | 11,9%      | 13,9%      | [ 19 ] [ 21 ] [ 22 ] |

Ugyanakkor a Netflix nézettségi adatai szerint Magyarországon több mint három héten át a TOP 10-ben szerepelt, amivel korábban magyar sorozat ,még nem büszkélkedhetett.   

## Fogadtatás
A sorozatot az Orbán-kormányok idején kurzusfilmeket gyártó Kálomista Gábor jegyzi, a sorozatot a honvédelem egyfajta reklámjaként hozták létre – ahogy korábbi időkben is készültek efféle produkciók; a sorozatot alapvetően nézhető, de életszerűtlen karakterekkel rendelkező produkcióként írták le, az olyan jelentős állami támogatásokkal kísért, de megbukott kurzusprodukciókhoz hasonlóan pedig, mint az Elk*rtuk, az Aranybulla vagy a Most vagy soha! a nézői értékelések is csekély százalékban mutattak pozitív visszajelzést. A S.E.R.E.G. kapcsán ugyanakkor megfigyelhető volt, hogy az IMDb-s gyenge pontszámaihoz Bangladesből, Oroszországból és Szíriából is érkeztek kedvező, nyolcas, kilences, tízes pontszámok a produkcióra, de ezek sem tudtak érdemben emelni az alacsony értékelésen, eközben a hivatásos tiszteknek megtiltották, hogy a sorozatot kritizálják. A sorozatot ezen kívül késő esti időpontokban sugározták, ami nem segítette a nézettségét. Az olyan kormányközeli portál, mint az Origo viszont a korábbi kurzusprodukciókhoz hasonlóan a S.E.R.E.G.-et is dícsérte, egyebek mellett „Hollywoodi szintűnek” nevezve azt. Korábbi katonák is kommentálták a sorozatot, akik szerint a cselekménynek több ponton sincs köze a
valósághoz.